# Ogoniatki
Ogoniatki (Paradoxornithidae) – rodzina ptaków z rzędu wróblowych (Passeriformes). 

## Występowanie
Większość gatunków tej rodziny zamieszkuje wschodnią, południowo-wschodnią i południową Azję, natomiast jeden gatunek, puzik, zachodnią Amerykę Północną. Zamieszkują różnorodne typy siedlisk, takie jak: zarośla nadrzeczne, lasy strefy umiarkowanej, lasy deszczowe czy zarośla bambusowe. Nie podejmują migracji, dotyczy to zarówno gatunków zamieszkujących strefę tropikalną, jak i umiarkowaną. 

## Morfologia
Są to przeważnie małe, rzadziej średniej wielkości ptaki, o zazwyczaj długich ogonach.
Długość ciała 9,5–28,5 cm, masa ciała 5–110 g.

## Systematyka
Ogoniatki są najbliżej spokrewnione z pokrzewkami (Sylviidae) i niekiedy łączono je w jedną rodzinę. Czasami ogoniatki łączono też z wąsatkami (Panuridae), lecz taksony te nie są ze sobą blisko spokrewnione.

### Podział systematyczny
Do rodziny należą następujące rodzaje:
- Myzornis Blyth, 1843 – jedynym przedstawicielem jest Myzornis pyrrhoura Blyth, 1843 – olśniaczek
- Moupinia David & Oustalet, 1877 – jedynym przedstawicielem jest Moupinia poecilotis (J. Verreaux, 1871) – rdzawosterka
- Lioparus E.W. Oates, 1889 – jedynym przedstawicielem jest Lioparus chrysotis (Blyth, 1845) – złotobrzuszek
- Chrysomma Blyth, 1843
- Rhopophilus Giglioli & Salvadori, 1870 – jedynym przedstawicielem jest Rhopophilus pekinensis (Swinhoe, 1868) – smużnik
- Fulvetta David & Oustalet, 1877
- Chamaea Gambel, 1847 – jedynym przedstawicielem jest Chamaea fasciata (Gambel, 1845) – puzik
- Calamornis Gould, 1874 – jedynym przedstawicielem jest Calamornis heudei (David, 1872) – ogoniatka trzcinowa
- Paradoxornis Gould, 1836
- Suthora Hodgson, 1837